# Melanoplus montanus
Melanoplus montanus är en insektsart som först beskrevs av Thomas, C. 1873.  Melanoplus montanus ingår i släktet Melanoplus och familjen gräshoppor. Inga underarter finns listade i Catalogue of Life.